# Chanab
Der Chanab oder Chenab (Hindi: चेनब cenab; Panjabi ਚਨਾਬ, canāb; Urdu چناب) ist ein Fluss in Indien und Pakistan mit einer Länge von 1242 Kilometern. In vedischer Zeit war der Fluss den Indern unter dem Namen Ashkini oder Iskmati und den Griechen als Akesines bekannt. Im kollektiven Bewusstsein der Bewohner des Punjab nimmt der Chanab eine herausragende Stellung ein; er spielt eine wichtige Rolle im Nationalepos des Punjab Heer Ranjha.

## Verlauf
Der Chanab entsteht am Zusammenfluss der Flüsse Chandra (links) und Bhaga (rechts) bei Tandi im oberen Himalaya im Distrikt Lahaul und Spiti in Himachal Pradesh. Am Oberlauf liegt die Dul-Hasti-Talsperre (⊙). Der Oberlauf des Chanab, oberhalb der Einmündung des Marau bei Bandarkoot, ist auch unter dem Namen „Chandrabhaga“ bekannt. Der Chanab durchschneidet anschließend die Gebirgskette des Pir Panjal. Auf diesem 150 km langen Abschnitt befinden sich die Baglihar- (⊙) und die Salal-Talsperre (⊙). Bei Reasi verlässt der Chanab das Gebirge. Der Fluss durchfließt die Region Jammu im Süden des Unionsterritoriums Jammu und Kashmir und die Ebenen des Punjab, wo zunächst der Jhelam und dann der Ravi in ihn münden. Der Chanab vereinigt sich schließlich mit dem Satluj zum Panjnad („Fünf Flüsse“), der später in den Indus mündet.

## Indus-Wasservertrag
In Jammu und Kashmir wird der Fluss durch die Baglihar-Talsperre gestaut. Die Wasserzufuhr des Chanab nach Pakistan ist durch den Indus-Wasservertrag zwischen beiden Staaten geregelt.

## Infrastruktur
Im Juni 2025 wurde die Eisenbahnbrücke Chenab Bridge (⊙) im indischen Unionsterritorium Jammu und Kashmir über den Chenab eröffnet.